# Brian McCaul
Brian McCaul (Belfast, 6 agosto 1990) è un calciatore nordirlandese, centrocampista dell'Immaculata.

## Carriera

### Club
Vanta 7 presenze in UEFA Champions League.

## Palmarès

### Club

#### Competizioni nazionali
- Campionato nordirlandese: 3

Linfield: 2009-2010, 2010-2011, 2011-2012
- Irish Cup: 3

Linfield: 2009-2010, 2010-2011, 2011-2012
- County Antrim Shield: 1

Linfield: 2013-2014